# Дрансфельд
Дрансфельд (нім. Dransfeld) — місто в Німеччині, розташоване в землі Нижня Саксонія. Входить до складу району Геттінген. Центр об'єднання громад Дрансфельд.
Площа — 28 км2. Населення становить 4398 ос. (станом на 31 грудня 2021).

## Галерея

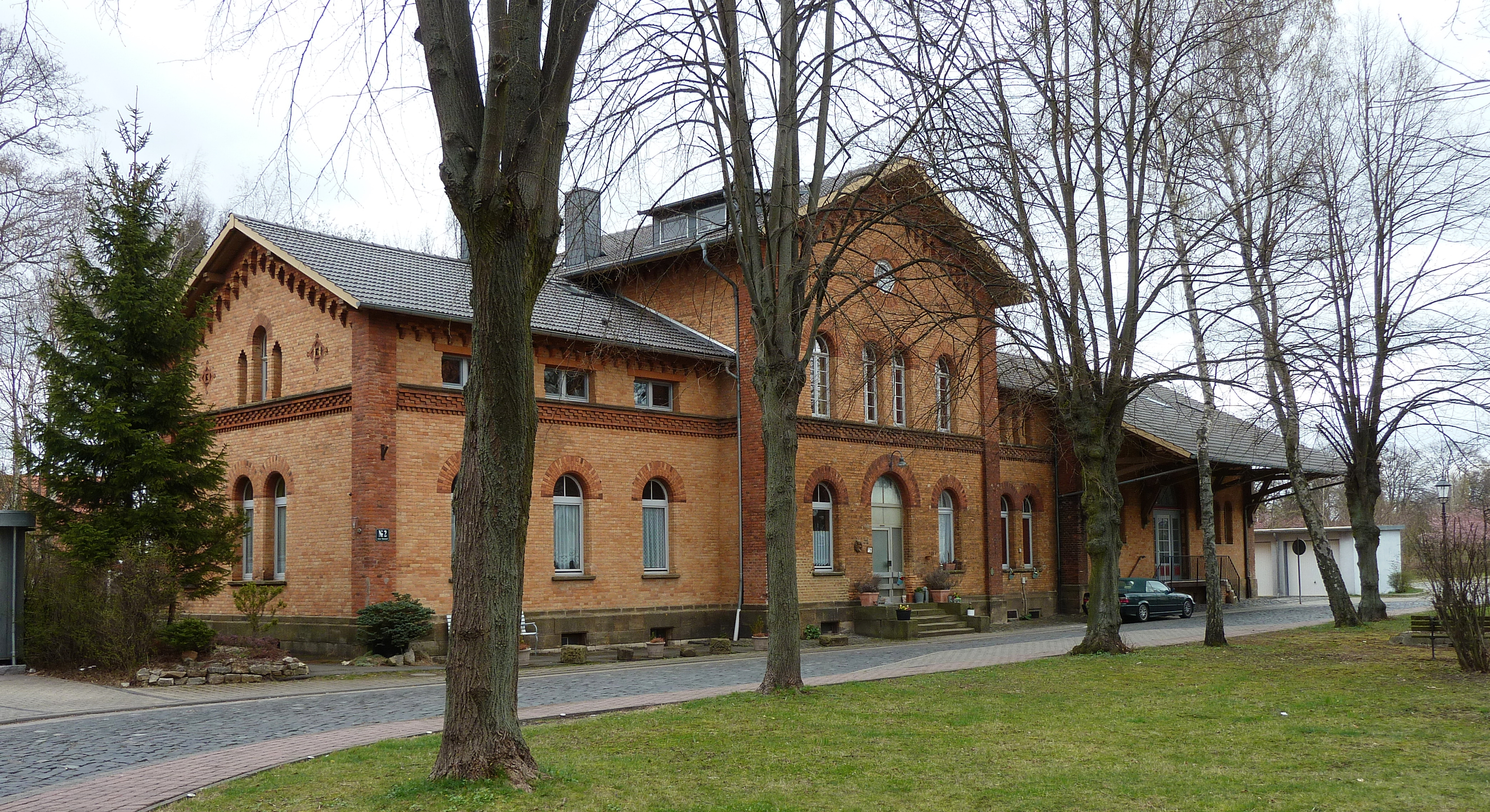
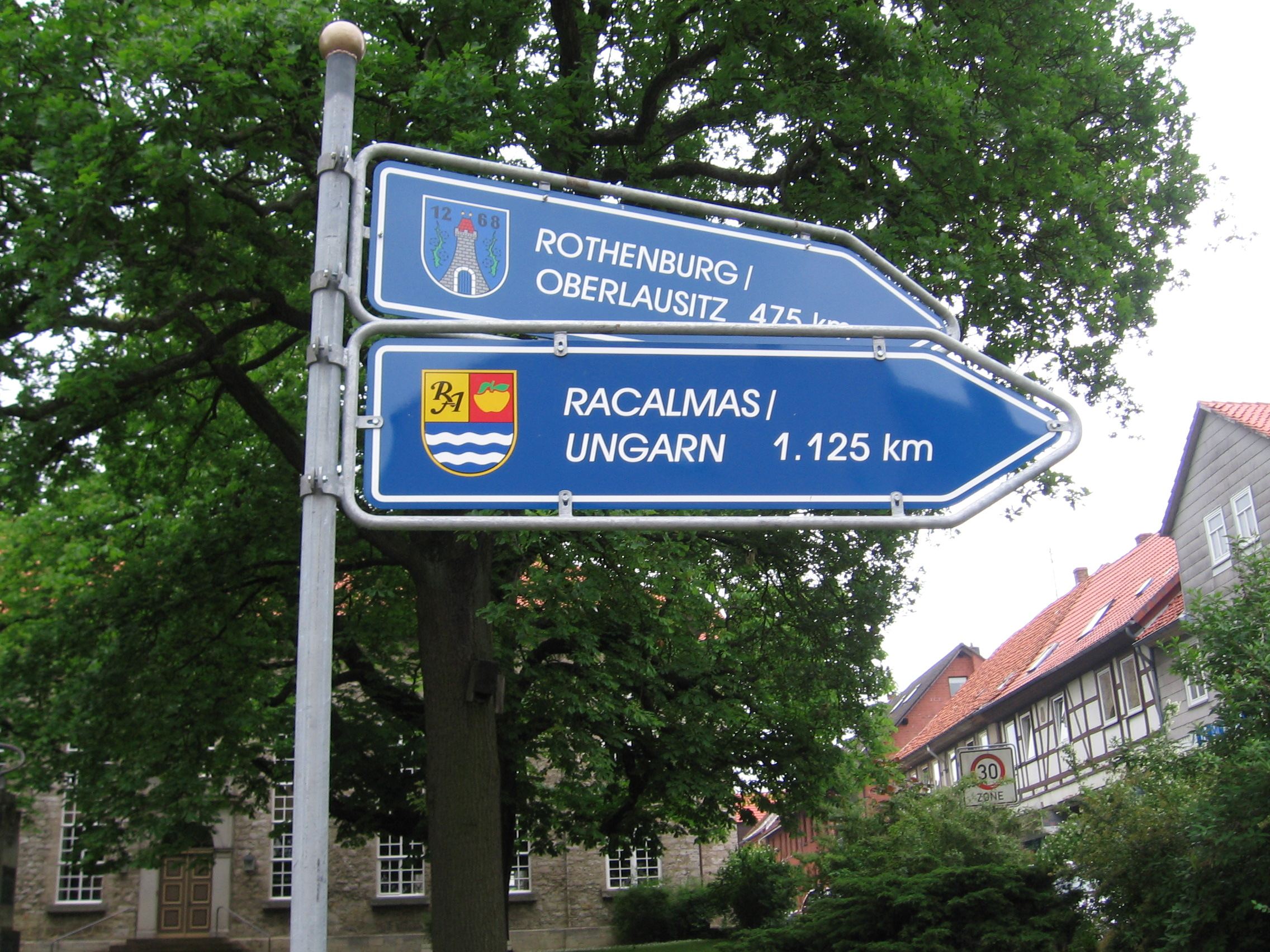
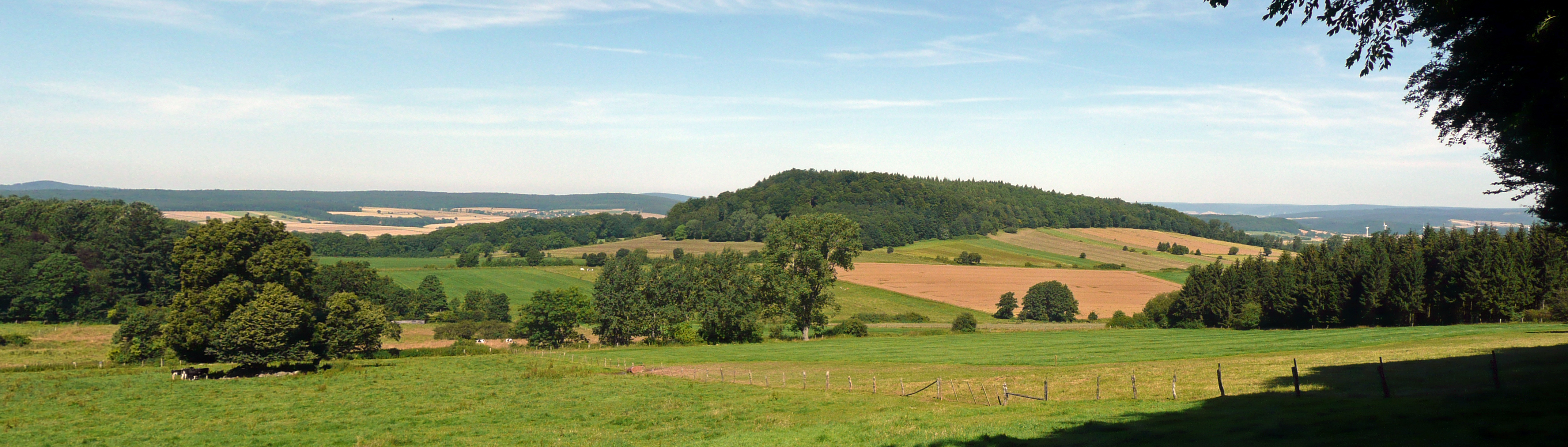
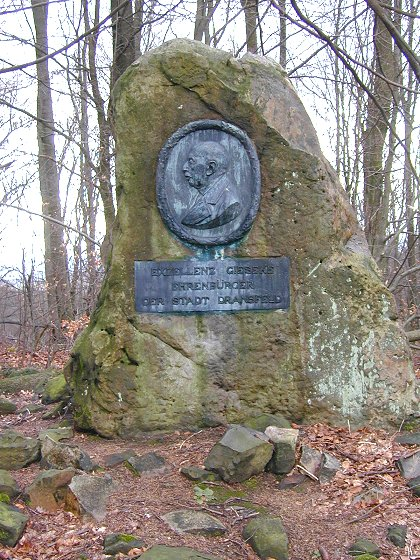
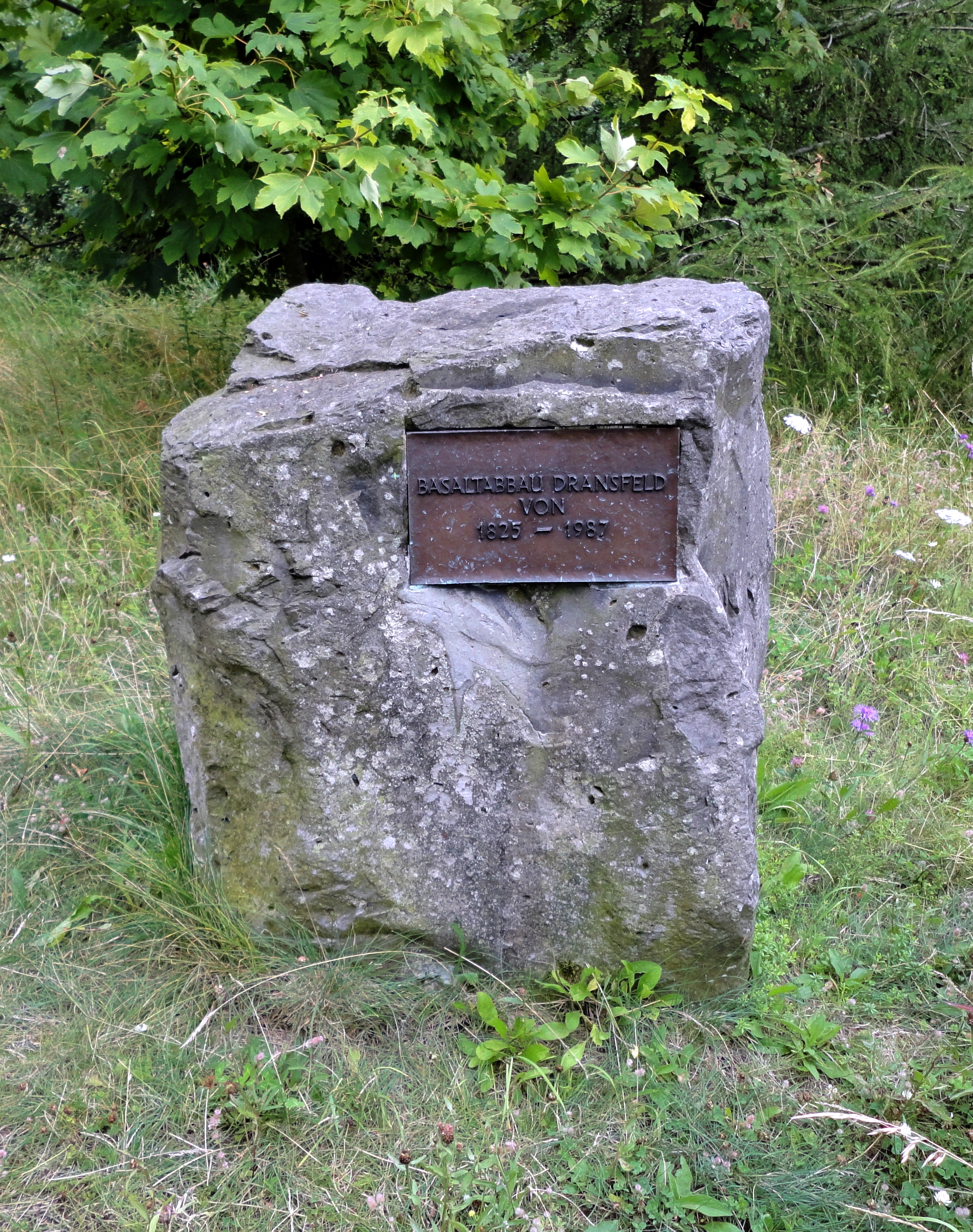